# Sleepwalking (film)
Sleepwalking è un film del 2008 diretto da William Maher, esperto di effetti visivi alla sua prima regia. Il film, interpretato da Nick Stahl, AnnaSophia Robb e Charlize Theron (quest'ultima anche in veste di produttrice).
La pellicola è stata presentata al Sundance Film Festival 2008. In Italia è stata distribuita direttamente in DVD dalla Medusa.

## Trama
(Tagline del film)
Dopo che il suo fidanzato viene arrestato, Joleen Reedy è costretta trovare una nuova sistemazione per sé e per la figlia undicenne, Tara. Madre e figlia trovano ospitalità dal fratello di Joleen, James, un uomo introverso e dal cuore d'oro che lavora come operaio nei cantieri stradali. Oppressa dalle responsabilità Joleen abbandona la figlia, lasciandole una lettera in cui le dice che farà ritorno tra un mese, e James è costretto su malgrado a badare alla nipote. Ma James è un uomo incapace di prendere in mano il proprio futuro e nel giro di poco tempo perde il lavoro e l'appartamento in cui vive, inoltre gli viene tolto l'affidamento di Tara che viene accolta in un istituto.
In occasione del compleanno di Tara, James la va trovare e vedendo il disagio della nipote decide di fuggire con lei. Zio e nipote intraprendono un viaggio verso lo Utah, spacciandosi per padre e figlia. Il loro fingersi padre e figlia rafforza ulteriormente il loro rapporto, in cui Tara trova una figura paterna che non ha mai avuto e James trova finalmente uno scopo nella vita. Il loro viaggio finisce alla fattoria del padre, dove James e Joleen sono cresciuti. Stabilitisi per qualche tempo alla fattoria, James e Tara lavorano duramente sottostando alle umiliazioni del violento e burbero Mr. Reedy. Quando Mr. Reedy si dimostra estremamente violento con Tara, James preso dall'esasperazione colpisce più volte il padre con un badile, uccidendolo. Nel frattempo Joleen è tornata in città. James riporta la nipote dalla madre, permettendole di iniziare una nuova vita, mentre lui si allontana ricercato dalla polizia, ma consapevole di aver preso finalmente in mano la propria vita ed aver annientato i fantasmi del proprio passato.

## Produzione
Alcune delle location del film sono: Moose Jaw e a Regina entrambe nello Saskatchewan (Canada).